# AN/TWQ-1 Avenger
L'Avenger Air Defense System, designato come AN/TWQ-1 Avenger in base al Joint Electronics Type Designation System, è un sistema missilistico terra-aria semovente americano che fornisce protezione aerea mobile a corto raggio per le unità di terra contro missili da crociera, veicoli aerei senza pilota, velivoli ad ala fissa a bassa quota ed elicotteri. L'Avenger è stato originariamente sviluppato per le forze armate degli Stati Uniti ed è attualmente utilizzato dall'esercito americano, da quello taiwanese, egiziano e ucraino.

## Storia e impiego
Il primo dispiegamento operativo del sistema è avvenuto durante la preparazione della guerra del Golfo.
Altri impieghi noti sono stati registrati durante la guerra in Bosnia ed Erzegovina da parte della NATO, in Iraq e in Corea del Sud.
Nel marzo del 2018, dopo l'annessione della Crimea da parte della Federazione Russa, la 678ª Brigata di artiglieria da difesa aerea del comando operativo NATO in Europa ha importato 72 sistemi Avenger a supporto del Comando europeo.
Dal 2014 gli Stati Uniti d'America hanno dotato le Forze armate dell'Ucraina di oltre 24 sistemi Avenger.

## Funzionamento
L'Avenger è tipicamente disponibile in tre configurazioni: Basic, Slew-to-Cue e Up-Gun.
La configurazione di base prevede una torretta di difesa antiaerea girostabilizzata montata su un Humvee pesante modificato. La torretta è dotata di due lanciatori di missili Stinger. ciascuno in grado di sparare in rapida successione fino a 4 missili guidati IR/ultravioletti (tecnica di guida passiva fire-and-forget). Il sistema può essere collegato al FAAD C3I (tracciamento radar del bersaglio e dell'area circostante) per aiutare il cannoniere al fine di rendere il tiro più preciso.
Il sottosistema Slew-to-Cue consente al comandante di selezionare un bersaglio direttamente segnalato dal FAAD C3I e ingaggiarlo automaticamente senza necessità di una particolare interazione da parte dell'operatore.
Ultima possibile configurazione, scelta e operata specificatamente durante il dispegamento in Iraq nel 2005, consente di posizionare il lanciamissili destro nello spazio riservato originariamente alla torretta mitragliatrice. Questa configurazione fu pensata al fine di difendere meglio nel territorio il 3º reggimento di cavalleria corazzata; a tal fine, furono 8 i sistemi così modificati.